# Doynton
Doynton – wieś i civil parish w Anglii, w hrabstwie Gloucestershire, w dystrykcie (unitary authority) South Gloucestershire. Leży 46 km na południe od miasta Gloucester i 158 km na zachód od Londynu. W 2011 roku civil parish liczyła 320 mieszkańców. Doynton jest wspomniana w Domesday Book (1086) jako Didintone.